# Amelora oxytona
Amelora oxytona är en fjärilsart som beskrevs av Turner 1925. Amelora oxytona ingår i släktet Amelora och familjen mätare. Inga underarter finns listade i Catalogue of Life.